# Teatro Castelar

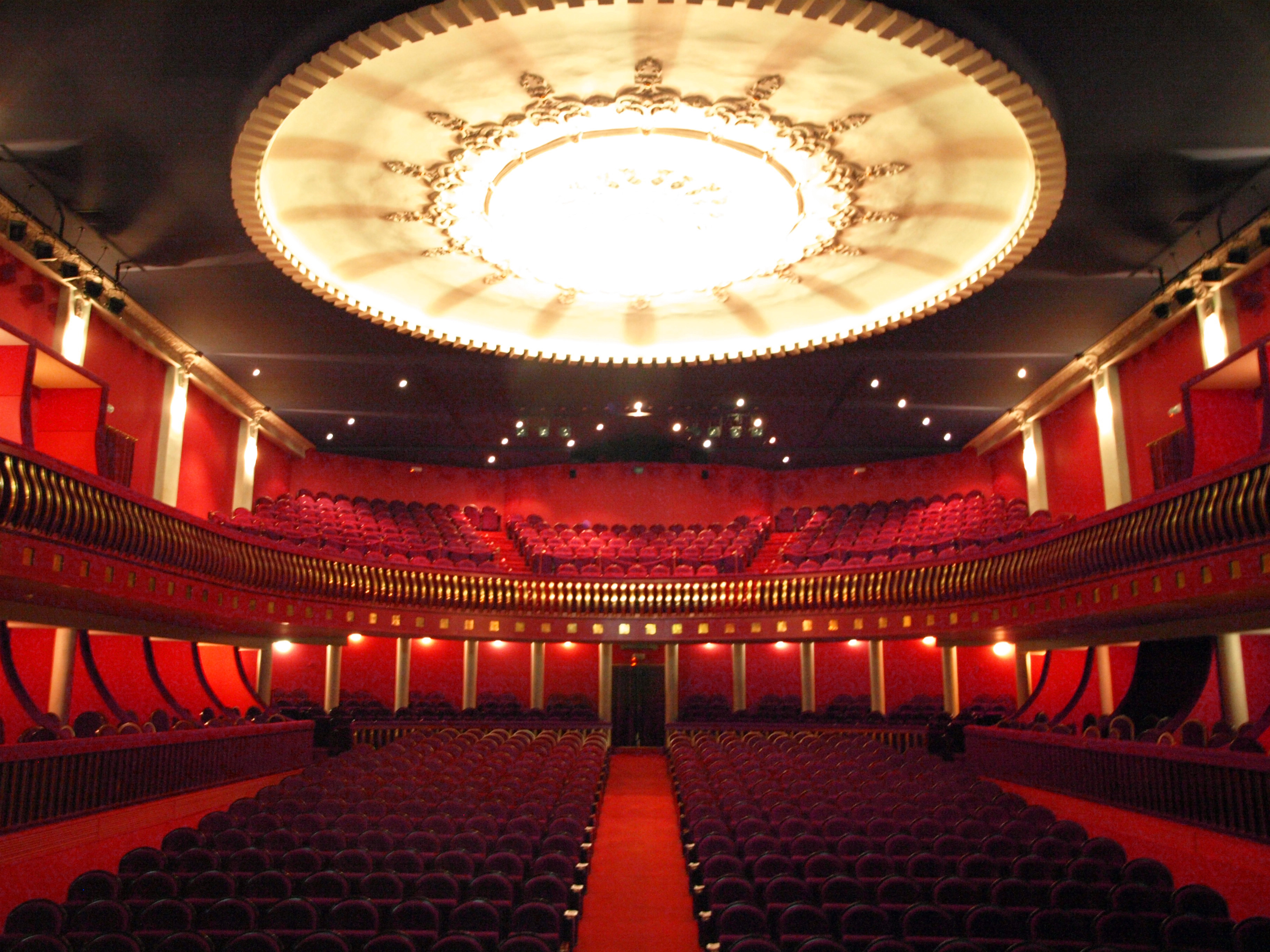
Interior del Teatro Castelar de Elda, Alicante, Comunidad Valenciana, España

El teatro Castelar es un teatro con capacidad para 751 espectadores situado en la localidad española de Elda (Alicante) . Recibe el nombre del ilustre político Emilio Castelar que residió en Elda parte de su infancia y juventud.

## Historia
Promovido por la Sociedad Artística-Recreativa La Eldense, grupo de entusiastas integrado fundamentalmente por músicos eldenses, el teatro Castelar comenzó a edificarse en el año 1902 con un proyecto técnico elaborado por el arquitecto alicantino Enrique Sánchez Sedeño. El 11 de septiembre de 1904 fue inaugurado, eligiéndose para la ocasión, la zarzuela El Milagro de la Virgen del maestro Ruperto Chapí.
A lo largo de los años ha ido sufriendo diversas reformas, la primera en profundidad se realizó en 1921 de acuerdo al proyecto del arquitecto valenciano Alfonso García, añadiéndose palcos, plateas y el anfiteatro, que le dieron al teatro mejor distribución, mayor comodidad y sobre todo mayor elegancia. A comienzos de la década de 1930 y coincidiendo con la aparición del cine sonoro, el teatro y la zarzuela van quedando en un segundo plano, siendo ya las proyecciones cinematográficas la principal actividad programada en el teatro Castelar.
En los años 50 se vende a una sociedad particular y aunque se le continuó dando un uso mayoritariamente cinematográfico, el teatro Castelar acogió también representaciones teatrales, conciertos y otros espectáculos artísticos, normalmente organizados por el Ayuntamiento o por la Junta Central de Comparsas mediante alquiler. Por el escenario del Castelar pasan grandes figuras del teatro y la canción de aquellas décadas, pero son sin duda las actuaciones de los artistas eldenses Pedrito Rico y Antonio Gades, de gran proyección internacional,  las que levantaron mayor pasión entre el público local.
La década de los ochenta trae consigo una profunda transformación en las costumbres de la sociedad española. La rentabilidad económica del teatro Castelar es cada vez menor y esto hace que poco a poco, la dejadez y la falta de mantenimiento vayan deteriorando el edificio y en septiembre de 1990 se detectan serias deficiencias en la instalación eléctrica del edificio, lo que determina su cierre mediante decreto del alcalde. Tras un largo proceso expropiatorio, el teatro pasó a ser de propiedad municipal. 
En 1997, siendo alcalde Juan Pascual Azorín Soriano, se convoca un concurso de ideas para adjudicar la rehabilitación del Teatro, adjudicándose al arquitecto Mariano Cuevas. Se contó con la ayuda económica de la Generalidad Valenciana, y el 7 de abril de 1999 el Teatro abrió nuevamente sus puertas.

## El Señor Don Juan Tenorio o dos tubos un real
El 28 de diciembre de 1919 se estrenó en el teatro Castelar la obra de Emilio Rico Albert “El Señor Don Juan Tenorio o dos tubos un real”. Se trata una parodia del Don Juan de José Zorrilla, concebida para ser representada anualmente el Día de los Santos Inocentes. Basándose en el texto original de Rico Albert, la obra se reescribe todos los años introduciendo chistes y bromas sobre la actualidad local y nacional. 
A pesar de los cambios de ubicación y de diversos avatares que la representación ha sufrido a lo largo de su historia, y que estuvieron a punto de hacerla desaparecer, la obra ha sobrevivido y se ha convertido en una de las más arraigadas tradiciones eldenses que tiene cada año al Castelar como escenario.